# Giovanni Cairoli
Giovanni Massimiliano Cairoli (Pavia, 27 luglio 1842 – Belgirate, 11 settembre 1869) è stato un patriota italiano.

## Biografia

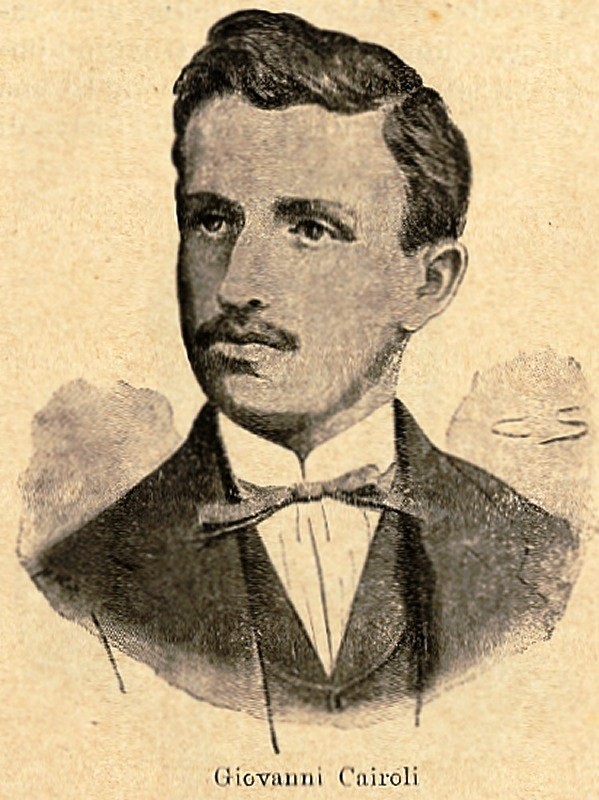
Giovanni Cairoli

Fu l'ultimo degli otto figli di Carlo Cairoli e Adelaide Bono, una famiglia di forti sentimenti liberali e patriottici. Iniziò a studiare matematica all'Università di Pavia nel 1858, poi un alterco avuto con un ufficiale austriaco consigliò la famiglia di allontanarlo da Pavia, mandandolo a Torino a completare gli studi nell'Accademia militare di Torino, dalla quale uscì nel 1862 laureato e con il grado di capitano.
Prese parte al progetto di un colpo di mano garibaldino a Roma. Con il fratello Enrico fu a Roma in agosto e nel settembre 1867 per organizzarvi un'insurrezione che doveva essere guidata da Francesco Cucchi. I due fratelli, espulsi da Roma il 9 ottobre, si unirono a Terni con un gruppo di settantasei garibaldini armati e pronti a entrare in Roma per appoggiare la prevista rivolta.
Il gruppo, guidato da Enrico Cairoli, giunse a ponte Milvio la sera del 22 ottobre, e comprese ben presto che l'insurrezione era fallita. Riparò allora sulle alture di Villa Glori per tentare una disperata difesa. Attaccati dagli zuavi pontifici nel pomeriggio del 23 ottobre, Enrico rimase ucciso e Giovanni, ferito, si trascinò in un casolare dove venne più tardi scoperto e fatto prigioniero. Successive trattative condussero il 7 dicembre alla sua liberazione. Rientrò a Pavia, dove fu eletto consigliere comunale. Non si riprese però dalle conseguenze delle ferite e morì a Belgirate l'11 settembre 1869.
Giovanni Cairoli tenne un diario dell'impresa romana e della prigionia, edito dal suo compagno Pio Vittorio Ferrari nel volume Villa Glori: ricordi ed aneddoti dell'autunno 1867, e pubblicò i suoi ricordi nel libro Spedizione dei monti Parioli (23 ottobre 1867).
Nel gennaio 1870 Giosuè Carducci compose l'epodo In morte di Giovanni Cairoli, pubblicato ne La Riforma il 14 febbraio.